# Sauga (gemeente)
Sauga (Estisch: Sauga vald) was een gemeente in de Estlandse provincie Pärnumaa. De gemeente telde 4154 inwoners (1 januari 2017) en had een oppervlakte van 164,6 km². Sauga werd in oktober 2017 bij de gemeente Tori gevoegd.
De landgemeente bestond uit tien dorpen en één wat grotere nederzetting met de status van alevik (vlek): de hoofdplaats Sauga. Van de tien dorpen is Tammiste zelfs groter dan Sauga: Sauga had in 2020 1178 inwoners en Tammiste 1579.
Bij het dorp Eametsa bevindt zich de luchthaven van de naburige stad Pärnu (Pärnu lennujaam), die tijdens de sovjetbezetting door het Rode Leger werd gebruikt en in 1992 werd omgebouwd tot burgerluchthaven.
Een belangrijke werkgever van Sauga was ook de houtzagerij Sauga (Sauga saeveski) in het dorp Kilksama, die in 2007 door de toenmalige eigenaar Stora Enso werd gesloten, maar die in 2011 wordt opgevolgd door een zagerij van een Estisch dochterbedrijf van het IJslandse Norvik.
Bij het dorp Pulli werden aan de rivier de Pärnu in 1967 sporen van de tot dusver oudst bekende bewoners van Estland gevonden: de hier opgegraven voorwerpen dateren uit ca. 9000 v. Chr. en worden verbonden met de Mesolithische Kundacultuur.

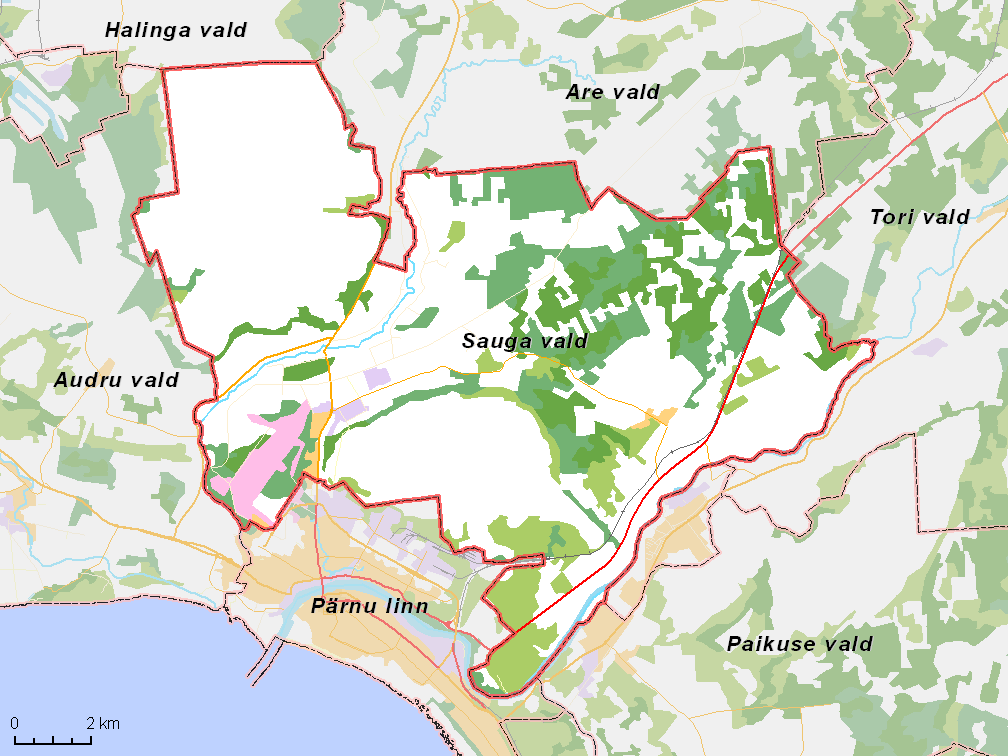
De gemeente met omliggende gemeenten, situatie begin 2017